# Nimm, was dein ist, und gehe hin

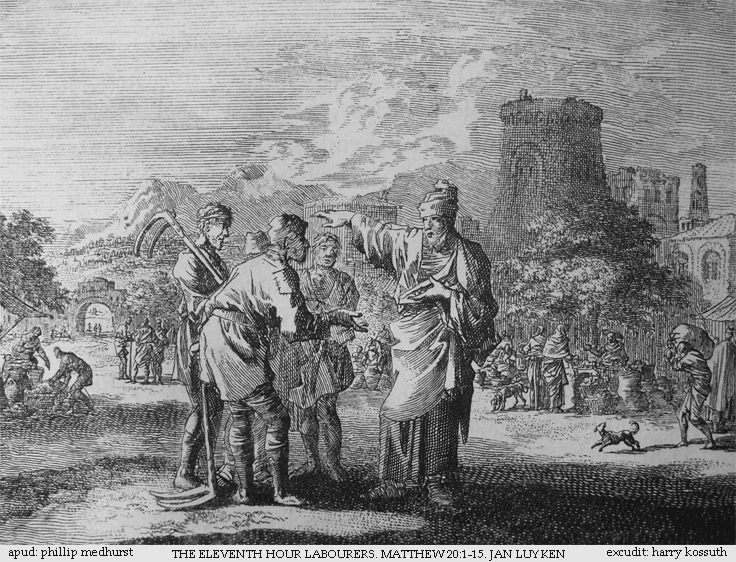
Die Arbeiter im Weinberg von Jan Luyken

Nimm, was dein ist, und gehe hin (BWV 144) ist eine Kirchen-Kantate von Johann Sebastian Bach. Er komponierte sie in Leipzig für den Sonntag Septuagesimae und führte sie erstmals am 6. Februar 1724 auf.

## Geschichte und Worte
Bach schrieb die Kantate in seinem ersten Jahr in Leipzig für den Sonntag Septuagesimae, den dritten Sonntag vor Aschermittwoch, und führte sie am 6. Februar 1724 erstmals auf. Die vorgeschriebenen Lesungen waren 1 Kor 9,24  – 1 Kor 10,5 , „Wettlauf um den Sieg“, und Mt 20,1–16 , das Gleichnis von den Arbeitern im Weinberg. Der unbekannte Textdichter entnimmt dem Evangelium nur einen Gedanken: die Genügsamkeit ist ein Schlüsselwort seines Textes. Der Eingangschor beruht auf Vers 14 des Evangeliums. Satz 3 ist die erste Strophe von Samuel Rodigasts Choral Was Gott tut, das ist wohlgetan. Der Schlusschoral ist die erste Strophe des Liedes von Albrecht von Preußen Was mein Gott will, das g’scheh allzeit (1547).

## Besetzung und Aufbau
Die Kantate ist besetzt mit drei Solisten, Sopran, Alt und Tenor, vierstimmigem Chor, zwei Oboen,  Oboe d’amore, zwei Violinen, Viola und Basso continuo.
1. Coro: Nimm, was dein ist, und gehe hin
2. Aria (Alt): Murre nicht, lieber Christ
3. Choral: Was Gott tut, das ist wohlgetan
4. Recitativo (Tenor): Wo die Genügsamkeit regiert
5. Aria (Sopran, Oboe d’amore): Genügsamkeit ist ein Schatz in diesem Leben
6. Choral: Was mein Gott will, das g’scheh allzeit

## Musik

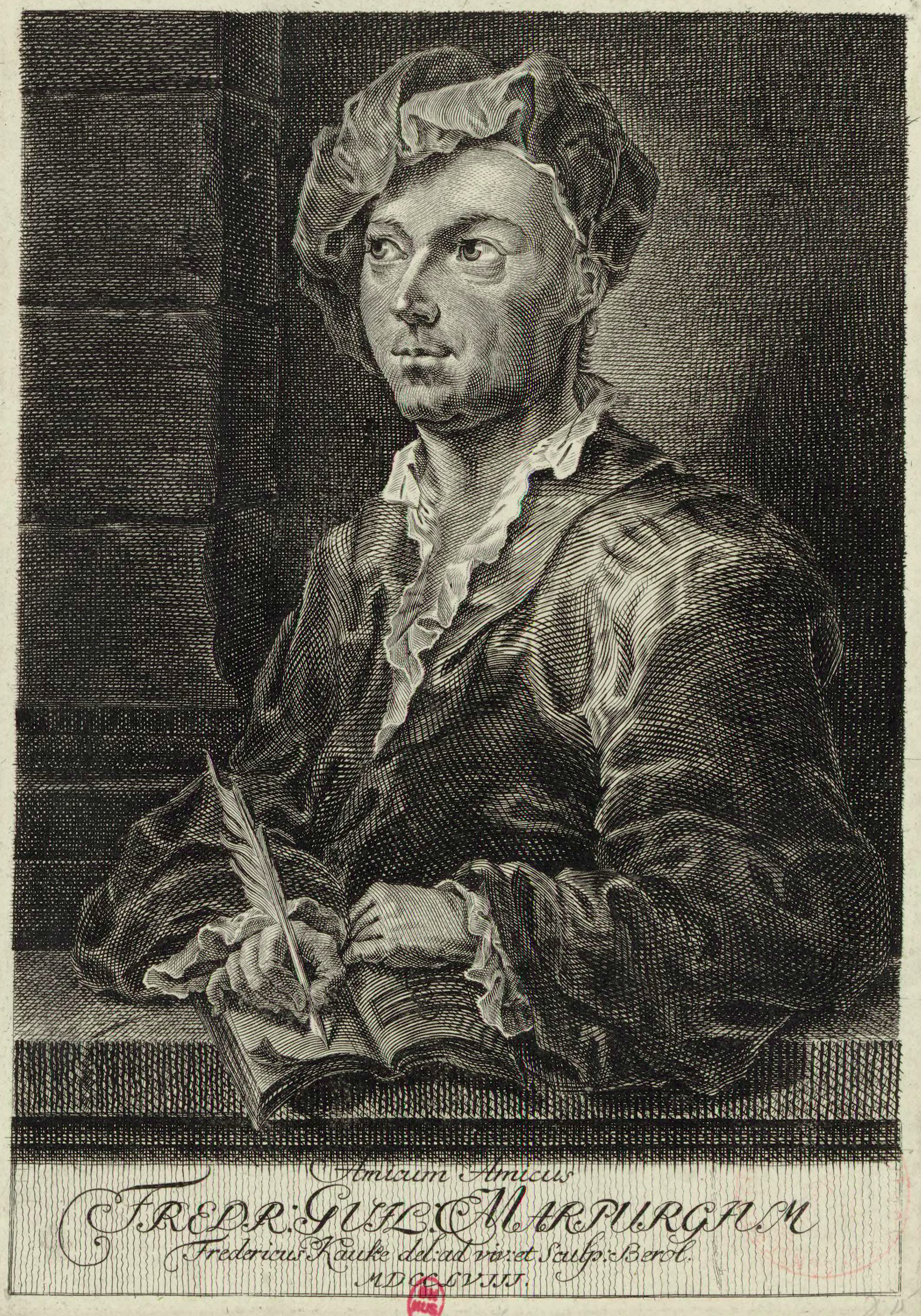
Friedrich Wilhelm Marpurg, nach Friedrich Kauke (1758)

Bach komponiert den extrem kurzen Bibeltext des Eingangschors als eine motettische Fuge, die von den Instrumenten colla parte gespielt wird. So erreicht er gesteigerte Aufmerksamkeit für die Worte. Der Textteil „gehe hin“ wird zuerst im langsamen Thema vorgestellt, doch dann als Kontrasubjekt zweimal in vierfachem Tempo wiederholt. Diese Textbehandlung wurde bereits 1760 von dem Berliner Musiktheoretiker Friedrich Wilhelm Marpurg bewundert: „die vortreffliche Deklamation“, die „der Componist im Hauptsatze und in einem kleinen besonderen Spiele mit dem ‚gehe hin‘ angebracht hatte“. Bach wiederholt das lebhafte „gehe-hin“-Motiv sechzig Mal in 68 Takten. Die erste Arie hat Menuett-Charakter. In „Murre nicht, lieber Christ“ wird das Murren durch Repetition in der Begleitung hörbar gemacht. Satz 3 ist die erste Strophe eines Chorals, den Bach ein Jahr später vollständig für seine Choralkantate BWV 99 benutzte, und erneut in den 1730er Jahren für BWV 100. Sein Beginn „Was Gott tut, das ist wohlgetan“ wird im folgenden Rezitativ als freies Arioso wieder aufgegriffen. Eine obligate Oboe d’amore begleitet die folgende Sopran-Arie. Statt eines da capo wird der gesamte Text in freier Variation wiederholt. Der Schlusschoral ist schlicht vierstimmig.

## Einspielungen
LP / CD
- Bach Made in Germany Vol. 1 – Cantatas III. Günther Ramin, Thomanerchor, Gewandhausorchester Leipzig, Elisabeth Meinel-Asbahr, Lotte Wolf-Matthäus, Gert Lutze. Eterna, 1952.
- Die Bach Kantate Vol. 25, Helmuth Rilling, Gächinger Kantorei, Bach-Collegium Stuttgart, Arleen Augér, Helen Watts, Adalbert Kraus. Hänssler, 1978.
- J. S. Bach: Das Kantatenwerk – Sacred Cantatas Vol. 8. Gustav Leonhardt, Knabenchor Hannover, Collegium Vocale Gent, Leonhardt-Consort, Solist des Knabenchors Hannover, Paul Esswood, Kurt Equiluz. Teldec, 1984.
- J. S. Bach: Complete Cantatas Vol. 7. Ton Koopman, Amsterdam Baroque Orchestra & Choir, Lisa Larsson, Bogna Bartosz, Gerd Türk. Antoine Marchand, 1997.
- J. S. Bach: Complete Cantatas Vol. 9. Pieter Jan Leusink, Holland Boys Choir, Netherlands Bach Collegium, Ruth Holton, Sytse Buwalda, Knut Schoch. Brilliant Classics, 1999.
- Bach Cantatas Vol. 20: Naarden / Southwell. John Eliot Gardiner, Monteverdi Choir, English Baroque Soloists, Miah Persson, Wilke te Brummelstroete, James Oxley. Soli Deo Gloria, 2000.
- J. S. Bach: Cantatas Vol. 17 – Cantatas from Leipzig 1724. Masaaki Suzuki, Bach Collegium Japan, Yukari Nonoshita, Robin Blaze, Gerd Türk. BIS, 2001.

DVD
- Nimm, was dein ist, und gehe hin. Kantate BWV 144. Rudolf Lutz, Chor und Orchester der J. S. Bach-Stiftung, Nuria Rial (Sopran), Markus Forster (Altus), Raphael Höhn (Tenor). Samt Einführungsworkshop sowie Reflexion von Gerhard Walter. Gallus Media, 2014.